# Чуманка (река)
Чуманка — река в Менделеевском районе Татарстана. Правый приток Камы.
Длина реки составляет 12 км, площадь водосборного бассейна — 39,7 км². Берёт начало на южных отрогах Можгинской возвышенности, в 2,5 км к северу от деревни Татарский Сарсаз. В верховьях течёт через деревню на юг, затем поворачивает на юго-восток. Протекает через деревни Псеево, Куразово, Тураево и впадает в Нижнекамское водохранилище. Устье находится между сёлами Ижёвка и Икское Устье на северо-западном берегу водохранилища.
Основные притоки впадают слева (с севера).

## Данные водного реестра
По данным государственного водного реестра России относится к Камскому бассейновому округу, водохозяйственный участок реки — Кама от Воткинского гидроузла до Нижнекамского гидроузла, без рек Буй (от истока до Кармановского гидроузла), Иж, Ик и Белая, речной подбассейн реки — бассейны притоков Камы до впадения Белой. Речной бассейн реки — Кама
Код водного объекта в государственном водном реестре — 10010101412111100027659.